# Silhouettes (Textures)
Silhouettes is het derde album van Textures, uitgebracht in 2008 door Listenable Records. Het is het eerste album met bassist Remko Tielemans.

## Track listing
1. "Old Days Born Anew" - 5:38
2. "The Sun's Architect" - 5:16
3. "Awake" - 4:09
4. "Laments of an Icarus" - 4:12
5. "One Eye for a Thousand" - 6:12
6. "State of Disobedience" - 4:11
7. "Storm Warning" - 5:46
8. "Messengers" - 5:06
9. "To Erase a Lifetime" - 6:54

## Band
- Eric Kalsbeek - Zanger
- Jochem Jacobs - Gitarist
- Bart Hennephof - Gitarist
- Remko Tielemans - Bassist
- Stef Broks - Drummer
- Richard Rietdijk - Toetsenist